# The Final Impulse
The Final Impulse è un cortometraggio muto del 1914 diretto da Thomas Ricketts. Basato su un soggetto di Marc Edmund Jones e prodotto dalla American Film Manufacturing Company, il film aveva come interpreti Edward Coxen, Winifred Greenwood, George Field, Charlotte Burton.

## Trama
Al campo sembra non succedere mai niente, ma un giorno arriva uno straniero che attira l'attenzione di Marian, la figlia del caposquadra. Verrà seguito da una ragazza che cerca di ucciderlo per vendicarsi di essere stata abbandonata, ma muore nel tentativo. Jack, l'assistente del caposquadra (e innamorato di Marian), si mette alla testa di un gruppo di uomini per prendere lo straniero. Sulla ferrovia, l'uomo viene bloccato ma gli inseguitori rischiano di essere colpiti dalle rocce. Nascosta sul treno, la piccola Helen, la figlia del fabbro, grida. Lo straniero la vede andare verso la morte. L'unico modo di salvarla è quello di fermare il motore ma quando riesce a fermarlo, lo straniero paga con la vita quel gesto generoso.

## Produzione
Il film fu prodotto dall'American Film Manufacturing Company.

## Distribuzione
Distribuito dalla Mutual, il film - un cortometraggio in una bobina - uscì nelle sale cinematografiche degli Stati Uniti il 23 ottobre 1914.